# トニー・シリコ
トニー・シリコ（Tony Sirico, 本名：Genaro Anthony Sirico Jr.、1942年7月29日 - 2022年7月8日）は、アメリカ合衆国の俳優。ニューヨーク・ブルックリン区出身。イタリア系アメリカ人。
マフィア役を演じることが多く、テレビドラマ『ザ・ソプラノズ 哀愁のマフィア』のポーリー・ガルティエリ役で知られる。また、ウディ・アレン監督作品への出演も多い。

## 主な出演作品

### 映画
- マッド・フィンガーズ Fingers (1978)
- 死刑は俺の手で The One Man Jury (1978)
- 摩天楼ブルース Defiance (1980)
- 危険な情婦/ 暗黒街の高級クラブ Hoodlums (1980)
- 愛と死の天使 Exposed (1983)
- ラスト・ファイト The Last Fight (1983)
- ピックアップ・アーチスト The Pick-up Artist (1987)
- ハロー・アゲイン Hello Again (1987)
- 私のパパはマフィアの首領 Cookie (1989)
- 狙われた証言 Perfect Witness (1989) テレビ映画
- ハートに火をつけて Catchfire (1990)
- グッドフェローズ Goodfellas (1990)
- ストーンブリッジ 奇跡が降る街 29th Street (1991)
- イノセント・ブラッド Innocent Blood (1992)
- ニューヨークUコップ New York Undercover Cop (1993)
- 蜘蛛女 Romeo Is Bleeding (1993)
- ブロードウェイと銃弾 Bullets Over Broadway (1994)
- 誘惑のアフロディーテ Mighty Aphrodite (1995)
- ダーク・ストリート 〜仮面の下の憎しみ〜 Dead Presidents (1995)
- ゴッチ・ザ・マフィア/武闘派暴力組織 Gotti (1996) テレビ映画
- 世界中がアイ・ラヴ・ユー Everyone Says I Love You (1996)
- コップランド Cop Land (1997)
- 地球は女で回ってる Deconstructing Harry (1997)
- コーザ・ノストラ Witness to the Mob (1998) テレビ映画、クレジットなし
- セレブリティ Celebrity (1998)
- Money Kings Vig (1998) テレビ映画
- 恋するための3つのルール Mickey Blue Eyes (1999)
- ジョーズ・リターン Jersey Shore Shark Attack (2012) テレビ映画
- カフェ・ソサエティ Café Society (2016)
- 女と男の観覧車 Wonder Wheel (2017)

### テレビドラマ
- 特捜刑事マイアミ・バイス Miami Vice (1989)
- ザ・ソプラノズ 哀愁のマフィア The Sopranos (1999-2007)
- リリハマー Lilyhammer (2013-2014)

### 声優
- Oops!フェアリーペアレンツ The Fairly OddParents (2005) テレビアニメ
- ファミリー・ガイ Family Guy (2013-2016) テレビアニメ